# Морган, Эндрю Прайс
Э́ндрю Прайс Мо́рган (англ. Andrew Price Morgan; 27 октября 1836 — 1907) — американский ботаник, бриолог и миколог.

## Краткая биография
Эндрю Морган работал учителем в Дейтоне. Изучал флору окрестностей реки Майами-Ривер, в 1878 году издал книгу «Flora of the Miami River, Ohio». Также Морган интересовался микологией и бриологией. Он был учителем другого бриолога и миколога Кёртиса Ллойда, работал в «Библиотеке и музее Ллойда» (Lloyd Library and Museum) в Цинциннати.

## Научные работы
- Flora of the Miami River, Ohio, 1878
- Artificial keys to the natural orders of a flora of the Miami Valley, Ohio, 1881
- Mycologic flora, 1887 (совместно с Чарльзом Пеком и Уильямом Фарлоу)
- The genus Geaster, 1887 (совместно с Джованни Де Тони)
- North American fungi, 1889
- Mycologic observations, 1890
- North American Helicosporae, 1892
- Myxomycetes of the United States (совместно с Мордехаем Куком, Джорджем Рексом, Элиасом Дурандом и Томасом Макбрайдом)
- The student's plant record: especially adapted to Wood's botanies, 1896
- North American species of Marasmius, 1905
- North American species of Lepiota, 1906
- Fungi and Myxomycetes, 1907

## Организмы, названные в чести Эндрю Моргана
- Agaricus morganii Peck 1879
- Boletus morganii Peck 1883 (=Heimioporus betula)
- Cantharellus morganii Peck 1882 (=Hygrophoropsis morganii)
- Geastrum morganii Lloyd 1902
- Hypoxylon morganii Ellis & Everh. 1892
- Lepiota morganii Peck 1887 (=Chlorophyllum molybdites)
- Marasmius morganianus Sumst. 1914
- Morganella Zeller 1948
- Peziza morganii Massee 1902
- Physospora morganii Sacc. & Traverso 1911
- Polyporus morganii Frost 1879 (=Polyporus radicatus)
- Russula morganii Sacc. 1887
- Stemonitis morganii Peck 1880
- Steccherinum morganii Banker 1906 (=Steccherinum reniforme)
- Trametes morganii Lloyd 1919
- Xylaria morganii Lloyd 1924